# Ross River (Pelly River)
Der Ross River ist einer der Hauptnebenflüsse des Pelly River im Yukon-Territorium im Nordwesten von Kanada.
Er entspringt in den Selwyn Mountains und fließt überwiegend in westlicher Richtung. Er mündet nahe dem gleichnamigen Ort
von rechtskommend in den Pelly River, einem Nebenfluss des Yukon River. Der Ross River ist 280 km lang. Er entwässert ein Areal von 7250 km². Der mittlere Abfluss liegt bei 66 m³/s. Wichtigster Nebenfluss ist der Prevost River von links.
Im Flusssystem des Ross River laicht der Königslachs (Oncorhynchus tshawytscha).